# Buskort
 Denne artikel omhandler overvejende eller alene danske forhold. Hjælp gerne med at gøre artiklen mere almen.
Et buskort et rabatkort til brug i offentlige transportmidler, dog mest bus som navnet angiver. Buskort betales oftest en måned ad gangen. Der findes dog også uddannelseskort, som oftest betales for hvert skoleår. I skoleåret 2006-2007 blev det dog betalt halvårligt, da der var kommunesammenlægninger, og de amtsejede trafikselskaber blev sammenlagt.
Når kortet er betalt, er det muligt at benytte det, ligeså meget man vil i den betalte periode. Kortet må som regel kun benyttes af én person, derfor er der i mange buskort et billede af ejeren. 
Kortet er opdelt i to. En kvittering og et stamkort. På stamkortet er stamkortnummeret og personlige oplysninger som navn, adresse og fødselsdato. På kvitteringen er det tilhørende stamkortnummer, oplysninger om de købte zoner, hvorpå man frit kan rejse og gyldighedsperiode. Desuden er der afgivet pris med underskrift fra enten et posthus eller en bank. På den anden side af kvitteringen står indbetalers navn og adresse, som stemmer overens med de personlige oplysninger på stamkortet.